# Ancistrus leoni
Ancistrus leoni è una specie di pesce gatto originario del Sud America, in particolare del bacino amazzonico e del bacino dell'Orinoco.

## Descrizione
Ancistrus leoni è lungo circa 8 cm. Può sopravvivere a temperature di 25-29 gradi Celsius.